# Kommst Du mit ihr
Kommst Du mit ihr ist ein Lied der deutschen Popsängerin Sarah Connor aus dem Jahr 2015.

## Entstehung und Veröffentlichung
Das Lied wurde von der Interpretin selbst, zusammen mit Daniel Faust, Peter Plate und Ulf Leo Sommer, getextet, komponiert sowie produziert.
Die Erstveröffentlichung von Kommst Du mit ihr erfolgte am 22. Mai 2015 als Teil von Sarah Connors achten Studioalbum Muttersprache bei Polydor (Katalognummer: 4734516). Am 4. März 2016 erschien das Lied als dritten Singleauskopplung aus dem Album. Diese erschien zunächst digital zum Download und Streaming, mit diversen Remixen. Am 18. März 2016 erschien eine physische 2-Track-CD-Single, mit der B-Seite Go, Get Your Girl! (Katalognummer: 0602547837738).

## Inhalt
Der Liedtext kokettiert mit dem mehrdeutigen Wort „Kommen“, zum einen ist der Orgasmus des Mannes gemeint, zum anderen, dass die Affäre des Mannes diesen überall hinbegleite. Connor rechnet mit einem Mann ab, der sie betrogen hat. Im Interview mit RTL Exclusiv äußerte sie, dass es für sie schwer gewesen sei, ihn bei ihrem Tourauftakt von Muttersprache in Hannover vor 10.000 Zuhörern zu interpretieren.

„Kommst Du mit ihr

Wie mit mir?

Berührt sie Dich

So wie ich?

Kommt sie mit Dir

Überall hin?

Machst Du's mit ihr

So wie wir?

So wie wir?“

## Musikvideo
Das schwarz-weiße Musikvideo zu Kommst Du mit ihr zeigt Connor singend in einer Ruine, entstand unter der Regie von Julia Patey und zählte bis Oktober 2024 über 14 Millionen Aufrufe auf der Videoplattform YouTube.

## Kommerzieller Erfolg

### Chartplatzierungen
| ChartsChartplatzierungen | Höchstplatzierung | Wochen |
| ------------------------ | ----------------- | ------ |
| Deutschland (GfK)        | 62 (8 Wo.)        | 8      |

### Auszeichnungen für Musikverkäufe
| Land/Region        | Auszeichnungen für Musikverkäufe (Land/Region, Auszeichnung, Verkäufe) | Verkäufe |
| ------------------ | ---------------------------------------------------------------------- | -------- |
| Deutschland (BVMI) | Gold                                                                   | 200.000  |
| Insgesamt          | 1× Gold ·                                                              | 200.000  |